# Ємчиська сільська рада
| Ємчиська сільська рада — орган місцевого самоврядування у Миронівському районі Київської області з адміністративним центром у с. Ємчиха. Історична дата утворення: в 1918 році. Сільській раді підпорядковані населені пункти: - с. Ємчиха |

## Склад ради
Рада складається з 12 депутатів та голови.

### Керівний склад ради
| ПІБ                              | Основні відомості                                                 | Дата обрання | Дата звільнення |
| -------------------------------- | ----------------------------------------------------------------- | ------------ | --------------- |
| Яблунівська Валентина Миколаївна | Сільський голова, 1952 року народження, освіта                    | 26.03.2006   | 28.10.2006      |
| Півень Володимир Пантелеймонович | Сільський голова, 1943 року народження, освіта, безпартійний      | 04.03.2007   | 31.10.2010      |
| Півень Володимир Пантелеймонович | Сільський голова, 1943 року народження, освіта вища, безпартійний | 31.10.2010   |                 |

Примітка: таблиця складена за даними джерела